# Сесар Флорентін
Сесар Габріель Флорентін (ісп. César Gabriel Florentín, нар. 13 березня 1999, Грегоріо-де-Лаферрере, Аргентина) — аргентинський футболіст, атакувальний півзахисник російського клубу «Оренбург».

## Ігрова кар'єра
Сесар Флорентін є вихованцем аргентинських клубів «Рівер Плейт» та «Аргентінос Хуніорс». У серпні 2019 року у складі останнього футболіст дебютував на професійному рівні у чемпіонаті Аргентини. У складі команди Флорентін брав участь у турнірі Кубок Лібертадорес.
У серпні 2022 року Флорентін приєднався до російського клубу «Оренбург». 28 серпня у матчі проти московського «Локомотива» Сесар дебютував у чемпіонаті Росії.
25 серпня 2023 року півзахисник отримав травму у матчі проти ЦСКА і змушений був пропустити півтора місяця поза грою.